# Wilhelm Salber

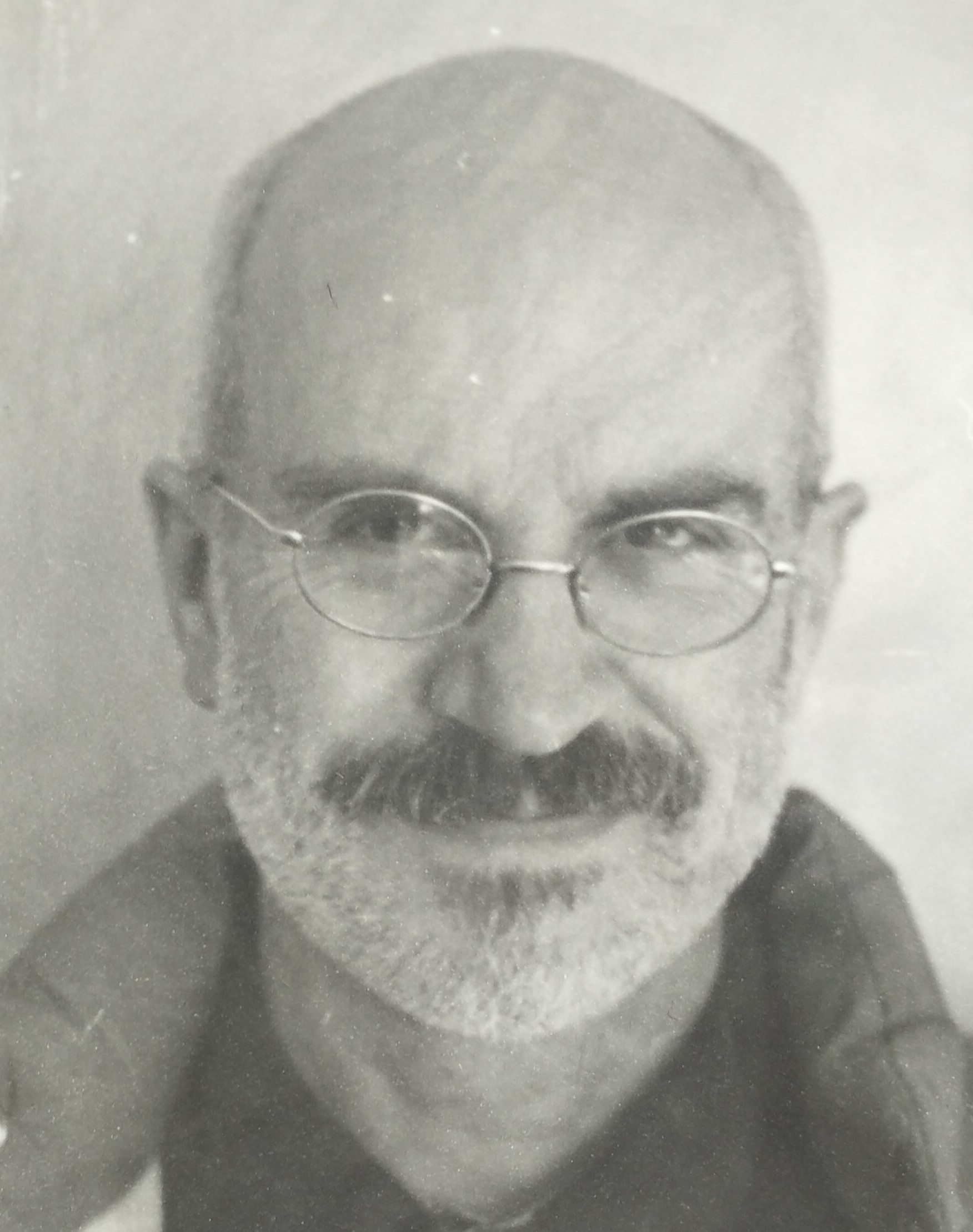
Wilhelm Salber, 1982

Wilhelm Salber (* 9. März 1928 in Aachen; † 2. Dezember 2016 in Köln) war ein deutscher Psychologe. Er war von 1963 bis 1993 Direktor des Psychologischen Instituts an der Universität zu Köln und gilt als Begründer der Psychologischen Morphologie.

## Leben und Werk
Im Jahr 1947 bestand Wilhelm Salber sein Abitur am Kaiser-Karls-Gymnasium in Aachen. Es folgte 1948 der Abschluss der Ersten Deutschen Journalistenschule in Aachen. Anschließend arbeitete er als freier Mitarbeiter und Zeichner für verschiedene Zeitungen. 1949 begann er ein Studium der Psychologie an der Universität zu Köln, setzte dieses an der Universität in Bonn fort und wurde 1952  mit dem Thema Urteil, Entschluss und Entscheidung zum Dr. phil. promoviert. 1953 erhielt er das Diplom in Psychologie und war als wissenschaftlicher Assistent in Bonn und Erlangen tätig. Ab 1956 tätigte er „Motivuntersuchungen“ zum Umgang mit Medien und Dingen (Benzin, Filme, Kosmetik, Kohle, Lektüre) und war Gutachter bei der FSK der Filmwirtschaft.
Es folgte 1958 seine Habilitation an der Philosophischen Fakultät der Universität Bonn und ein Jahr später seine Berufung als Professor an die Pädagogische Akademie Köln. Nach einer Berufung an die Universität Würzburg 1961 kam er 1963 als Direktor des neu gegründeten Psychologischen Institutes II an die Universität nach Köln. Dort entwickelte er Konzepte einer Psychologischen Morphologie; Erforschung von Alltag, Kunst, Kultur, Medien; von Erziehung, Werbung und psychotherapeutischer Behandlung. Dabei gelang es Salber, eine psychotherapeutische Denkrichtung zu entwickeln, obwohl er  niemals eine Approbation als Psychotherapeut erworben oder eine entsprechende Ausbildung abgeschlossen hatte.
1973 begegnete Wilhelm Salber Anna Freud, einer Tochter von Sigmund Freud, machte bei ihr eine Analyse und tätigte Reisen in die UdSSR auf Einladung der dortigen Akademie der Wissenschaften. Er leistete Mitarbeit bei Psychologie-Sendungen im Fernsehen (Hilferufe) und bei Filmen über Goya und Don Quichotte. 1993 folgte die Emeritierung. Anschließend war er mit Beratung und Supervision (Forschungsprojekte; Medien-Untersuchungen; Supervision von Instituten für morphologische Wirkungsforschung; Untersuchung von Entwicklungs- und Generationsproblemen) beschäftigt.

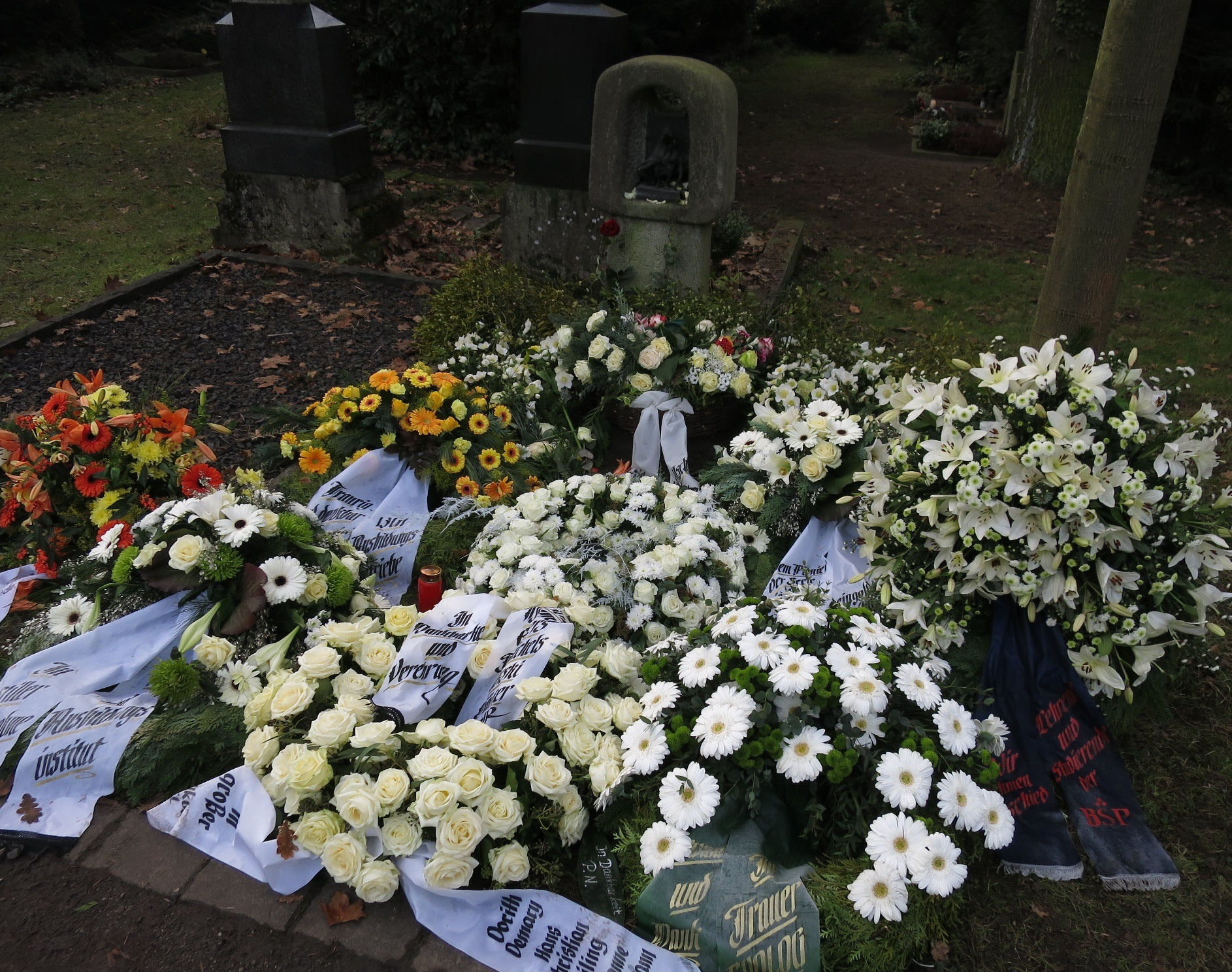
Grab auf dem Friedhof Melaten

Salber verfolgte einen integrativen Forschungsansatz, in dem er unterschiedliche psychologische Schulen und Forschungsmethoden miteinander in Beziehung setzte (Wilhelm Dilthey, Friedrich Nietzsche, Sigmund Freud, Wolfgang Köhler, Friedrich Sander). Unter Berücksichtigung psychoanalytischer, ganzheits- und gestaltpsychologischer Erkenntnisse entwickelte er ein neues psychologisches Konzept, die psychologische Morphologie. Sie geht vom Erleben aus und kommt mit Hilfe einer methodisch strengen Vorgehensweise zu überprüfbaren Erklärungen.
Zu seinen Schülern gehörten Dirk Blothner, Wilfrid Ennenbach, Herbert Fitzek, Stephan Grünewald, Friedrich Wolfram Heubach, Gernot Schiefer, Armin Schulte, Rosemarie Tüpker und Erich Westphal. 
Er war ab 1968 in zweiter Ehe verheiratet mit der Psychologin Linde Salber, geborene Wangemann, und lebte in Bergheim.
Salber wurde am 15. Dezember 2016 auf dem Kölner Zentralfriedhof Melaten (Lit. B Nr. 109) beigesetzt.
Im Frühjahr 2017 gründete sich die Wilhelm-Salber-Gesellschaft. Sie ging aus der 1993 von Wilhelm Salber gegründeten Gesellschaft für Psychologische Morphologie (GPM) hervor.

## Schriften (Auswahl)
- Charakterschilderung. 1955; 4. Auflage 1982.
- Der Psychologie Gegenstand. 1959; 5. Auflage 1982.
- Charakterentwicklung. 1969.
- Film und Sexualität. 1970; 2. Auflage 1971.
- Lesen und Lesen-Lassen. 1970; 2. Auflage 1971.
- Psychologie und Hochschuldidaktik. 1972.
- Literaturpsychologie. 1972.
- Entwicklung der Psychologie Sigmund Freuds. Band 1–3. 1973–1974; 2. Auflage 1975.
- Kunst – Psychologie – Behandlung. 1977; weitere Auflage Köln 1999, ISBN 3-88375-397-1.
- Drehfiguren. 1978.
- mit Linde Salber: Psychologie der Plastik. Untersuchungen zur Skulptur von Bonifatius Stirnberg. 1980.
- Konstruktion psychologischer Behandlung. 1980.
- Psychologie in Bildern. 1983.
- Psychästhetik. Kunstwissenschaftliche Bibliothek, Köln 2002, ISBN 3-88375-523-0.
- mit Jürgen Freichels: Zur Psychologie von Einheit. In: Zwischenschritte. 2, 1990. ISSN 0724-3766.
- Vostell. Mania. Wilhelm Salber. Psychologische Untersuchung. Wilhelm Salber: Rekonstruktion von Metamorphosen. Walther König, Köln 1975.
- Das Ei als mediengrammatik zum documenta-projekt von Wolf Vostell. Kassel 1977.[6]
- Kunst = Vermittlung. documentaprobleme. Köln 1977.
- Sind Engel Ereignisse? In: Vostell. Fluxus – Zug, Das mobile Museum. 7 Environments über Liebe Tod und Arbeit. Berlin 1981.
- Psychologische Märchenanalyse. Bouvier, 1987, ISBN 3-416-02046-4.
- Kleine Werbung für das Paradox. Arbeitskreis Morphologische Psychologie, 1988, ISBN 3925066047.
- Seelenrevolution. Komische Geschichte des Seelischen und der Psychologie. Bouvier, Bonn 1993, ISBN 3-416-02478-8.[7]
- Undinge. Goyas schwarze Bilder. Köln 1994, ISBN 3-88375-201-0.
- Gestalt auf Reisen: Das System seelischer Prozesse. Bouvier, 1998, ISBN 3-416-02784-1.
- Goethe zum Film: Morphologische Markt- und Medienpsychologie. Bouvier 2006, ISBN 978-3-416-03155-4 (mit Marc Conrad)
- Deutschland und die Welt. Bouvier, 2010, ISBN 978-3-416-03295-7.
- Werkausgabe. bisher erschienen:
  - Band 3: Morphologie des Seelischen Geschehens. [1965]. Bonn 2009, ISBN 978-3-416-03269-8.
  - Band 4: Wirkungseinheiten – Psychologie von Werbung und Erziehung. [1969; 2. Auflage 1981]. Bonn 2007, ISBN 978-3-416-03064-9.
  - Band 9: Psychologische Behandlung. Bonn 2001, ISBN 3-416-02965-8.
  - Band 12: Märchenanalyse. Bonn 1999, ISBN 3-416-02899-6.
  - Band 13: Gestalt auf Reisen. Bonn 1998, ISBN 3-416-02784-1.
  - Band 15: Traum und Tag. Bonn 1997, ISBN 3-416-02685-3.